# Change pas de main
Pour plus de détails, voir Fiche technique et Distribution.
Change pas de main (Change pas demain) est un film français réalisé par Paul Vecchiali et sorti en 1975.

## Synopsis
Une femme politique en vue reçoit un film pornographique dans lequel figure son fils. Pour découvrir l'identité de ses maîtres-chanteurs, elle engage une détective privée.

## Fiche technique
- Titre : Change pas de main
- Réalisation : Paul Vecchiali
- Assistants Réalisateur : Jean-Claude Biette et Jean-Claude Guiguet
- Image : Georges Strouvé
- Scénario : Paul Vecchiali, Noël Simsolo
- Décors : Jean-Paul Savignac
- Son : Jacques Gauron
- Musique : Roland Vincent
- Montage : Paul Vecchiali, Françoise Merville
- Production : Jean-François Davy
- Sociétés de production : Contrechamp et Unité Trois
- Durée : 86 minutes
- Format : couleur - 1,66:1 - 35 mm - son mono
- Genre : drame, thriller
- Langue : français
- Date de sortie : 18 juin 1975 en France
- Classification CNC : interdit aux moins de 16 ans

## Distribution
- Myriam Mézières : Mélinda
- Nanette Corey : Natacha
- Jean-Christophe Bouvet : Alain Bourgeois
- Hélène Surgère: Madame Bourgeois
- Michel Delahaye : Colonel Bourgeois
- Françoise Giret : Catherine Després
- Noël Simsolo : Fernand Després
- Sonia Saviange : Isa
- Dominique Erlanger : Domino, la folle
- Liza Braconnier : Madame Mado
- Howard Vernon : Des Grieux
- Marcel Gassouk : Victor
- Jean Droze : l'ami de Victor
- Andrew Moore : Andrew
- Mona Heftre : Mona Moore
- Claudine Beccarie : participante aux « films »
- Béatrice Harnois : participante aux « films »
- Jacques Gatteau : participant aux « films »
- Lisbeth Heulle
- Natacha Karenoff

## Sortie et accueil
Le film, sorti en juin 1975, écope d'une classification X le 28 novembre 1975, peu de temps après l'instauration du classement, crée par décret le 31 octobre 1975 puis par les articles 11 et 12 de la loi du 30 décembre 1975, en raison de scènes de sexe non simulées, bien qu'étant un film dit « traditionnel ». Le film figure brièvement dans le top 30 hebdomadaire la semaine de sa sortie avec 20 855 entrées. Il faudra attendre le 28 mai 1984 pour que la classification X du film soit abrogée, qui écope dorénavant d'une interdiction aux moins de 18 ans pour les reprises en salles ultérieures. À la suite de la réévaluation du palier d'interdictions des longs-métrages sur le territoire français en 1990, Change pas de main est maintenant interdit aux moins de 16 ans par le CNC.